# Municipio de Franklin (condado de Wayne, Ohio)
El municipio de Franklin (en inglés: Franklin Township) es un municipio ubicado en el condado de Wayne en el estado estadounidense de Ohio. En el año 2010 tenía una población de 3872 habitantes y una densidad poblacional de 41,33 personas por km².

## Geografía
El municipio de Franklin se encuentra ubicado en las coordenadas 40°43′0″N 81°55′34″O / 40.71667, -81.92611. Según la Oficina del Censo de los Estados Unidos, el municipio tiene una superficie total de 93.69 km², de la cual 93,09 km² corresponden a tierra firme y (0,64 %) 0,6 km² es agua.

## Demografía
Según el censo de 2010, había 3872 personas residiendo en el municipio de Franklin. La densidad de población era de 41,33 hab./km². De los 3872 habitantes, el municipio de Franklin estaba compuesto por el 98,24 % blancos, el 0,39 % eran afroamericanos, el 0,15 % eran amerindios, el 0,34 % eran asiáticos, el 0,1 % eran de otras razas y el 0,77 % eran de una mezcla de razas. Del total de la población el 0,72 % eran hispanos o latinos de cualquier raza.